# Baltazar Enrique Porras Cardozo
Baltazar Enrique Porras Cardozo (Caracas, 10 de outubro de 1944) é um cardeal católico venezuelano e atual arcebispo emérito da Arquidiocese de Caracas.

## Biografia
Em Caracas fez a Escola primária no Colégio Fray Luis de León e na Escola paroquial de Santa Teresa. Depois ingressou ao Seminário Interdiocesano dessa cidade onde cursou a secundária.
Posteriormente, licenciou-se em Teología na Universidade de Salamanca, Espanha. Em 1975 viajou para Madri para obter o Doutorado em Teología Pastoral no Instituto Superior de Pastoral da Universidade de Salamanca.
O 13 de outubro 2008 recebeu da Universidade Católica Andrés Belo o Doutorado Honoris Causa em História.

## Sacerdócio e arcebispado
Começou como monaguillo entre os sete ou oito anos. Foi ordenado padre em 30 de julho de 1967 por Dom Miguel Antonio Salas Salas, bispo de Calabozo.
Foi nomeado bispo-auxiliar de Mérida em 23 de julho de 1983 pelo Papa João Paulo II, sendo consagrado em 17 de setembro como bispo-titular de Lamdia na Catedral de Mérida por Dom José Alí Lebrún Moratinos, arcebispo de Caracas, coadjuvado por Dom Miguel Antonio Salas Salas, arcebispo de Mérida, e por Dom Domingo Roa Pérez, arcebispo de Maracaibo. Foi promovido a arcebispo metropolitano de Mérida em 30 de outubro de 1991.
Foi Presidente da Conferência Episcopal da Venezuela (CEV), entre 1999 e 2006. De 2007 a 2011 foi Vice Presidente do Conselho Episcopal Latino-Americano (CELAM). Foi opositor do Presidente venezuelano Hugo Chávez, que lhe trouxe como consequência agressões verbais por parte de Chávez e ataques de seus seguidores.[carece de fontes?]
Em 9 de outubro de 2016, o Papa Francisco anunciou a sua criação como cardeal no Consistório de 19 de novembro, quando recebeu o barrete vermelho e o título de cardeal-presbítero de Santos João Evangelista e Petrônio.
Em 9 de julho de 2018, o Papa o nomeou administrador apostólico sede vacante et ad nutum Sanctæ Sedis da Arquidiocese de Caracas.
Em 17 de janeiro de 2023, Francisco o nomeia como Arcebispo de Caracas.
Teve sua renúncia aceita pelo Papa Francisco em 28 de junho de 2024.